# Alfonso Buñuel
Alfonso Joaquín Buñuel Portolés (Zaragoza, 20 de noviembre de 1915 - Zaragoza, 4 de abril de 1961) fue un arquitecto, diseñador, decorador y artista del surrealismo español, hermano menor del cineasta Luis Buñuel.

## Biografía
Hijo de Leonardo Manuel Buñuel González y de María Portolés Cerezuela, familia muy pudiente de Calanda, estudió desganadamente arquitectura en Madrid para complacer a su madre y acabó la carrera tras la Guerra Civil en Barcelona (1945). Su proyecto más ambicioso como tal fue el Colegio de la Purísima en Zaragoza, obra conjunta con Juan Pérez Páramo. Diseñó también muebles, relojes, interiores como el del restaurante Ducal de Zaragoza (1940-1941) o la peletería Lobel de Madrid (1947), también junto al arquitecto Juan Pérez Páramo, con el que también realizó la decoración de la Galería Clan de Madrid (1950) entre otros. 
En 1933, sin haber cumplido los dieciocho años, hizo un viaje con sus hermanos a París y Londres y se especula sobre si en este viaje Alfonso pudo conocer a André Breton y a Max Ernst. A su vuelta, se instaló en Madrid con su familia, aunque ya se había relacionado en Zaragoza con un grupo de artistas y escritores zaragozanos más o menos vanguardistas reunidos en torno a Tomás Seral y Casas, formado por Javier Ciria, Ildefonso Manuel Gil, González Bernal y Federico Comps, este último también arquitecto, de la misma edad que Alfonso y fusilado al empezar la Guerra Civil. En Madrid conoció a toda la vanguardia artística española a través de su hermano Luis y la Residencia de Estudiantes. 
Su gran aportación como artista fueron los collages surrealistas. Escribió un libro sobre collages que se perdió durante la Guerra Civil antes de publicarse. Los suyos los confeccionaba partiendo de grabados de revistas decimonónicas que descontextualizaba; han subsistido catorce, sobre temas como la homosexualidad (él era gay asumido — un hecho que molestaba a su hermano Luis — y amigo de Federico García Lorca y Gustavo Durán), la injusticia social, el amor y la religión católica desde un ángulo crítico, así como lo absurdo impregnado de belleza. Como dominador de esta técnica tuvo un discípulo, Luis García-Abrines. Melómano apasionado, mantuvo una relación platónica con la pianista Pilar Bayona durante toda su vida; junto con su madre, fue la mujer más importante de su vida. En Zaragoza, y entre 1940 y 1943, conoció al poeta Juan Eduardo Cirlot, en quien influyó poderosamente. En 1945 se estableció en Madrid, donde tuvo como amigos a Federico Sopeña, Paulino Garagorri, Juan Benet, Chueca Goitia y el ya citado Pérez Páramo, y abrió en la capital la Galería Clan. Según Arce, frecuentaban su tertulia Edgar Neville, Chueca, Carlos Arniches hijo, otro arquitecto, Domingo Ortega, Camón Aznar, Juan Benet, Julián Marías, Paulino Garagorri, los Dominguín, etc. José Bello se unía al grupo cuando abandonaba el negocio peletero familiar de Burgos. Coqueteó con el hipnotismo y el espiritismo y fundó en 1949 la Orden de los Caballeros de don Juan Tenorio. En 1955 volvió a Zaragoza para cuidar de su madre, ya anciana y enferma. En 1958 se le detectó un tumor pulmonar. Disminuyó su actividad y pasó largas temporadas en Calanda, dedicado a la huerta y a los jardines. Falleció en 1961.